# Tomba TT359
TT359 és la nomenclatura arqueològica (de les sigles són de l'anglès Theban Tomb) d'una tomba que es troba a Deir el-Medina. Forma part de la Necròpolis tebana, situada a la riba esquerra del Nil, davant de Luxor. És el lloc d'enterrament originari d'Inherkhau, que va ser capatàs del Senyor de les Dues Terres al Lloc de la Veritat, durant els regnats de Ramsès III i Ramsès IV.

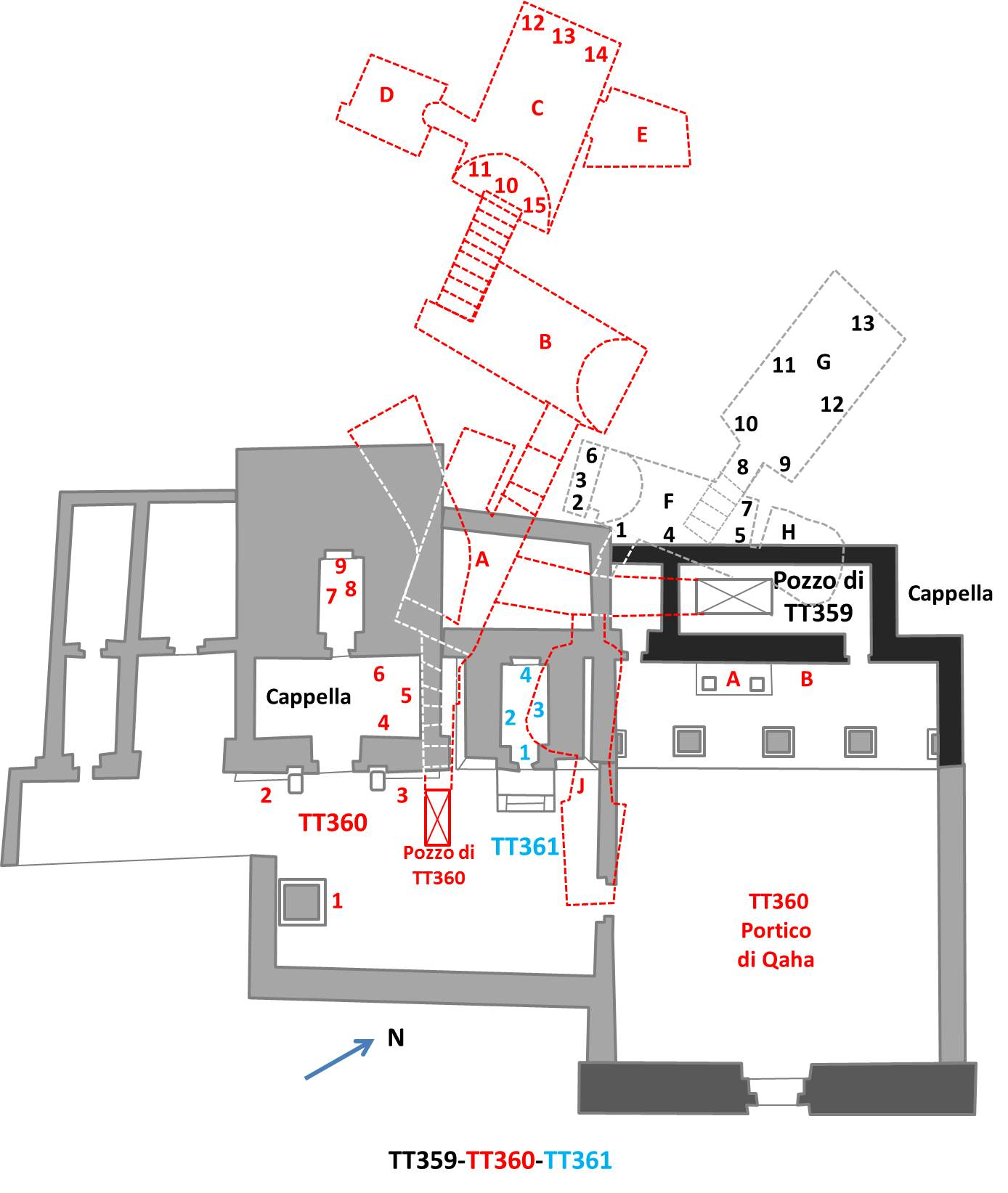
Planimetria esquemàtica de les tombes TT359, TT360 i TT361.

Inherkau també era propietari de tomba TT299. Era fill del que tenia el títol similar de Capatàs Huy. L'esposa d'Inherkau es deia Wab.
La cambra exterior de la tomba inclou escenes amb Inherkau, la seva dona i el seu fill Kenna. Les escenes inclouen representacions del Llibre de les Portes, el Llibre dels Morts i dues fileres de reis, reines i prínceps difunts.
A la cambra interior s'hi poden apreciar escenes on hi apareixen Inherkau i el seu fill Harmin. La cambra també conté una escena en una porta que representa Amosis-Nefertari i Amenofis I (avui al Museu de Berlín, codi 2060-1). Altres elements de la tomba inclouen una estela (avui a l'Institut Oriental de Chicago, núm. 403) i un taüt que probablement pertanyia a la dona d'Inherkau.

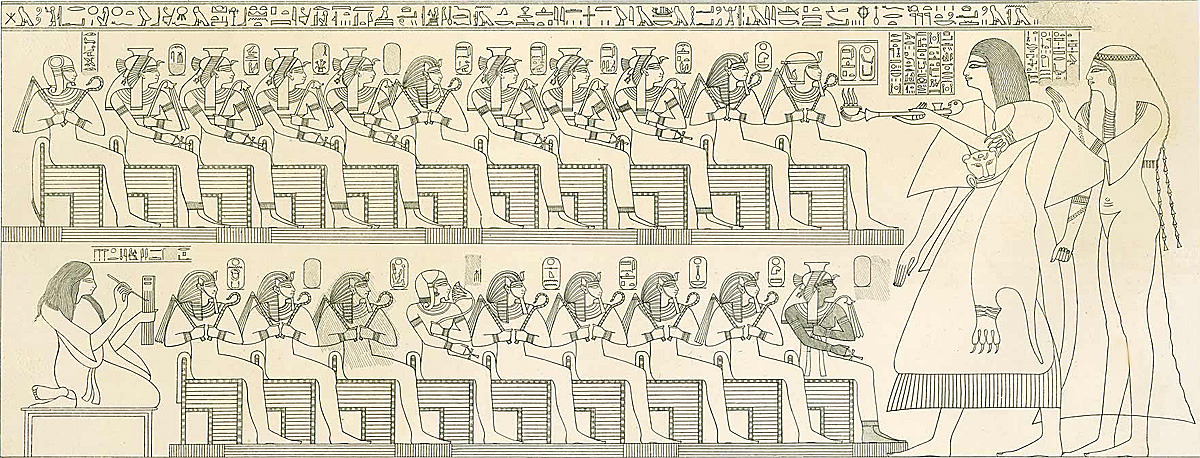
Inherkau i la seva dona davant els Senyors de l'Oest (Lepsius Denkmahler). Fila superior, de dreta a esquerra: Amenofis I, Amosis I, Aah-Hotep I, Amosis-Meritamun, Sitamun, Siamun,?, Amosis-Henuttamehu, Amosis-Tumerisi, Amosis-Nebetta, Amosis Sapair; Fila inferior, de dreta a esquerra: Amosis-Nefertari, Ramsès I, Mentuhotep II, Amenofis II, Seqenenre Tao, Ramose ?, Ramsès IV ?, Tuthmosis I

Durant el regnat de Pinedjem I aquesta tomba va servir per a encabir-hi mòmies reials que havien estat saquejades. És el cas de les restes d'Amosis-Meritamun, trobades en aquest espai el 1930 per l'egiptòleg nord-americà Herbert Eustis Winlock.